# Théâtre de la Gaieté (Manchester)
 (janvier 2021).
Le Théâtre de la Gaieté est un théâtre à Manchester, en Angleterre, ouvert en 1884 et  démoli en 1959. Il remplaçait le Théâtre de la Gaieté qui avait été détruit par le feu.
Le nouveau théâtre est dessiné par Alfred Darbyshire pour la S.A.R.L. United Theatres Co. et est construit sur un lopin de terre près du carrefour des rues Peter Street et Mount Street. Il ouvre en tant que Théâtre de la Comédie en 1884. Le 9 novembre 1908, il est acheté par Annie Horniman pour 25 000 £ (28 122 €) et reconstruit selon les plans de Frank Matcham, réduisant sa capacité de 2500 à 1300. Le théâtre rouvre sous le nom de Théâtre de la Gaieté en 1912. Il est le premier théâtre de répertoire régional de Grande-Bretagne. En 1920, le théâtre est repris par Samuel Fitton & Associates mais ferme en 1922. Il est à nouveau exploité entre 1945 et 1947 mais est démoli en 1959.

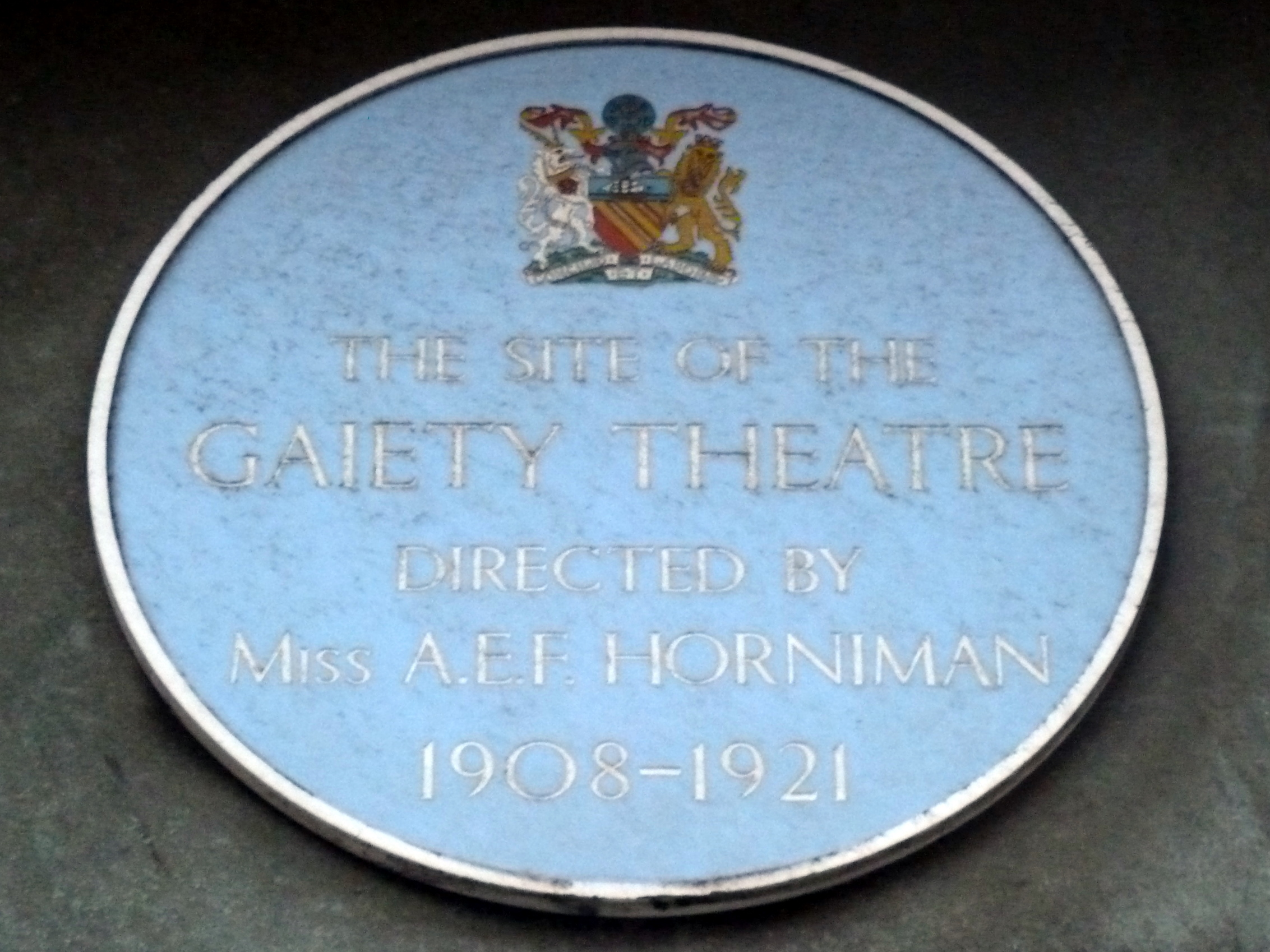
Plaque bleue qui marque le site du théâtre

Pendant la période où le théâtre est géré par Annie Horniman, plusieurs types de pièces sont montés. Anne Horniman encourage également les écrivains locaux, qui deviennent connus sous le nom de l’École de Manchester des dramaturges. Il s’agit, entre autres, de Allan Monkhouse, Harold Brighouse, auteur de Hobson’s Choice et Stanley Houghton, auteur de Hindle Wakes. Sybil Thorndike et Basil Dean y joueront en début de carrière.
En 2008, le centenaire d’Annie Horniman est célébré avec une représentation de la pièce d’Houghton Independent Means, qui avait été « redécouverte » récemment dans la British Library par Chris Honer, le directeur artistique du théâtre.

## Lecture additionnelle
- (Anglais) Poxon, Rex (1952). Miss Horniman and the Gaiety Theatre, Manchester. Rockliff.